# Рефтинская АЭС
Ре́фтинская АЭС — планируемая атомная электростанция в Свердловской области. В случае реализации проекта Рефтинская АЭС станет второй АЭС в Свердловской области после Белоярской АЭС.

## Планы
Станцию планируется построить в городском округе Сухой Лог, близ посёлка городского типа Рефтинский.
К 2041 году планируется запуск первого и единственного запланированного энергоблока с реактором на быстрых нейтронах под условным названием РБН-оптим установленной мощностью 1255 МВт.

## Хронология событий
- 20 августа 2024 года, в соответствии с требованиями пункта 27 «Правил разработки и утверждения документов перспективного развития электроэнергетики, утверждённых постановлением Правительства Российской Федерации от 30.12.2022 № 2556», опубликован для общественного обсуждения проект генеральной схемы размещения объектов электроэнергетики до 2042 года, в котором обозначены основные параметры проекта станции[1].

## Энергоблоки
| Энергоблок          | Тип реакторов | Мощность | Мощность | Начало строительства | Подключение к сети | Ввод в эксплуатацию | Закрытие |
| Энергоблок          | Тип реакторов | Чистый   | Брутто   | Начало строительства | Подключение к сети | Ввод в эксплуатацию | Закрытие |
| ------------------- | ------------- | -------- | -------- | -------------------- | ------------------ | ------------------- | -------- |
| Рефтинский-1 (план) | РБН           | 1245 МВт | 1255 МВт |                      |                    | 2041 (план)         |          |